# Karel Mengelberg
Karel Willem Joseph Mengelberg (Utrecht, 1902-Ámsterdam, 1984) fue un compositor y director de orquesta neerlandés. Fue el padre del compositor y pianista Misha Mengelberg. Trabajó en Berlín, Barcelona, Kiev y Ámsterdam. Obra notable es 'Catalunya Renaixent', escrita para la Banda Municipal de Barcelona en 1934. Esta partitura usa 3 xirimias, instrumento de doble lengüeta tradicional catalán.